# ستيف شانون
ستيف شانون (بالإنجليزية: Steve Shannon) هو محامي أمريكي، ولد في 5 أبريل 1971 في بيركيلي في الولايات المتحدة.